# Sopore
Sopore là một thị xã và là nơi đặt ủy ban khu vực thị xã (town area committee) của quận Baramula thuộc bang Jammu và Kashmir, Ấn Độ.

## Nhân khẩu
Theo điều tra dân số năm 2001 của Ấn Độ, Sopore có dân số 53.246 người. Phái nam chiếm 53% tổng số dân và phái nữ chiếm 47%. Sopore có tỷ lệ 55% biết đọc biết viết, thấp hơn tỷ lệ trung bình toàn quốc là 59,5%: tỷ lệ cho phái nam là 63%, và tỷ lệ cho phái nữ là 46%. Tại Sopore, 12% dân số nhỏ hơn 6 tuổi.